# U Orionis
U Orionis är en pulserande variabel av Mira Ceti-typ  i stjärnbilden Orion. Stjärnan varierar mellan magnitud +4,8 och 13 med en period av 377 dygn.
Variabeln upptäcktes 1885 av den irländske amatörastronomen  J. E. Gore som först trodde att det var en nova i det första stadiet av avklingande. Den listades därför till att börja med som Gores nova och Nova Ori 1885. Spektrumanalyser vid Harvard visade emellertid på likheterna med en Mira-variabel, vilket så småningom kunde fastläggas. U Orionis blev den första långperiodiska variabeln som identifierades med spektrumfotografering. Upptäckten väckte uppseende eftersom det var frågan om en så pass ljusstark stjärna som undgått upptäckt länge.

## Lokalisering
U Orionis ligger mindre än en halv grad öster om Chi1 Orionis och mindre än en bågminut från den mycket svagare förmörkelsevariabeln UW Orionis. Chi1 Orionis är något ljusstarkare än U Orionis när denna är i maximum, medan UW Orionis är mindre än en tusendel i ljusstyrka, vilket ungefär motsvarar U Orionis i minimum.